# Estheria litoralis
Estheria litoralis är en tvåvingeart som först beskrevs av Camillo Rondani 1862.  Estheria litoralis ingår i släktet Estheria och familjen parasitflugor. Inga underarter finns listade i Catalogue of Life.